# Першокурсник
«Першокурсник» (англ. The Freshman) — американська сімейна кінокомедія режисерів Фреда С. Ньюмейєра та Сема Тейлора 1925 року.

## Сюжет
Гарольд Лемб вступає до університету. У пошуках популярності він імітує свого улюбленого кіногероя і навіть бере його прізвисько — Спіді. Гарольд стає предметом постійного глузування, хоча йому здається, що він домігся свого. Його єдиний справжній друг — Пеггі, дочка його квартирної господині.

## У ролях
| Актор             | Роль              |
| ----------------- | ----------------- |
| Гарольд Ллойд     | першокурсник      |
| Джобіна Ролстон   | Пеггі             |
| Брукс Бенедікт    | грубіян           |
| Джеймс Андерсон   | герой             |
| Гейзел Кінер      | красуня           |
| Джозеф Геррінгтон | кравець           |
| Пет Гармон        | футбольний тренер |